# Tognone
Tognone (Marcus Mouse) è un personaggio Disney inventato da Floyd Gottfredson. È il padre di Minni, la fidanzata di Topolino.

## Il personaggio
Marcus Mouse compare per la prima volta insieme alla madre di Minnie e Minnie nella storia a strisce "Mr.Slicker and the Egg Robbers" (in italiano Topolino e il bel gagà) del 22 settembre 1930. Marcus poi, prima di sparire definitivamente dai fumetti Disney, appare in una vignetta nella storia a strisce "Boxing Champion", testi di Earl Duvall e disegni di Floyd Gottfredson, del 26 febbraio 1931. Marcus è povero e ha un sacco di debiti che riesce a pagare solamente con la vendita delle uova, ha una casa in affitto, una moglie più povera di lui ed una figlia che si sta per sposare con un criminale, Felice il bel gagà.

## La famiglia
Marcus Mouse è figlio di Marshall Mouse e Matilda Mouse. Suo nonno è Mortimer Mouse (omonimo di Topesio). Marcus non è figlio unico, anzi, ha così tanti fratelli che quasi gli superano i debiti, fra i più famosi possiamo ricordare: Milton Mouse, Matilda Mouse (come la mamma), Mortimer Mouse (omonimo sia del nonno sia di Topesio), Marissa Mouse, Minerva Mouse. Ha due figlie, una si chiama Minerva "Minnie" Mouse (come la zia) e l'altra Marissa "Mary" Mouse, come la zia. Il fratello, Mortimer, è sposato con Agatha Mouse e ha una figlia, Madeline, cugina di Minnie; a volte però Mortimer, Agatha e Madeline sono indicati come zii e cugina di Topolino.